# Message-Digest Algorithm 2
Message-Digest Algorithm 2 (MD2) ist eine von Ronald L. Rivest im Jahr 1988 veröffentlichte kryptographische Hashfunktion. Der Algorithmus wurde für 8-Bit Rechner optimiert. Der Hashwert einer beliebigen Nachricht wird gebildet, indem zunächst die Nachricht auf ein Vielfaches der Blocklänge (128 Bit bzw. 16 Byte) gebracht und dann eine Prüfsumme von 16 Byte Länge angehängt wird. Für die eigentliche Berechnung werden ein Hilfsblock mit 48 Byte sowie eine 256 Byte lange Substitutionstabelle, die abhängig von der Zahl π permutiert wurde, verwendet. Die Substitutionstabelle bewirkt innerhalb des Algorithmus eine "zufällige" und nichtlineare Substitutionsoperation.
Nachdem alle Blöcke der (verlängerten) Nachricht bearbeitet worden sind, bildet der erste Teilblock des Hilfsblockes den Hashwert der Nachricht.
Aufgrund von Sicherheitsbedenken wird die Funktion seit 2009 nicht mehr empfohlen, stattdessen sollte SHA-2 oder SHA-3 verwendet werden.

## MD2-Hashes
Die 128 Bit langen MD2-Hashes (englisch auch message-digests) werden normalerweise als 32-stellige Hexadezimalzahl notiert. Folgendes Beispiel zeigt eine 59 Byte lange ASCII-Eingabe und den zugehörigen MD2-Hash:
```
md2("Franz jagt im komplett verwahrlosten Taxi quer durch Bayern") =
8415570a6653a06314f09b023612a92d
```

Eine kleine Änderung der Nachricht erzeugt (mit sehr großer Wahrscheinlichkeit) einen komplett anderen Hash. Mit Frank statt Franz ergibt sich:
```
md2("Frank jagt im komplett verwahrlosten Taxi quer durch Bayern") =
b0e27e91b84246bc4c38bc3008f00374
```

Der Hash einer Zeichenkette der Länge Null ist:
```
md2("") = 8350e5a3e24c153df2275c9f80692773
```